# Corinthomyia
Corinthomyia är ett släkte av tvåvingar som beskrevs av Ephraim Porter Felt 1911. Corinthomyia ingår i familjen gallmyggor.
Kladogram enligt Catalogue of Life och Dyntaxa:
| Corinthomyia | \| \| Corinthomyia brevicornis \| \| \| \| |
|              | \| \| Corinthomyia brevicornis \| \| \| \| |
|              | Corinthomyia brevicornis                   |
|              |                                            |